# Criodion
Criodion is een kevergeslacht uit de familie van de boktorren (Cerambycidae). De wetenschappelijke naam van het geslacht werd voor het eerst geldig gepubliceerd in 1833 door Audinet-Serville.

## Soorten
Criodion omvat de volgende soorten:
- Criodion angustatum Buquet, 1852
- Criodion antennatum Gahan, 1892
- Criodion cinereum (Olivier, 1795)
- Criodion dejeani Gahan, 1892
- Criodion fulvopilosum Gahan, 1892
- Criodion murinum Nonfried, 1895
- Criodion pilosum Lucas, 1859
- Criodion rhinoceros Bates, 1870
- Criodion subpubescens Martins & Monné, 2005
- Criodion tomentosum Audinet-Serville, 1833
- Criodion torticolle Bates, 1870
- Criodion tuberculatum Gahan, 1892